# 茂盛控股
茂盛控股有限公司（簡稱茂盛），（港交所：0022），為一間從事酒店業務，以及物業租賃的控股公司。
2003年，集團創辦人劉根山以斥資11億元收購亞細安資源接近74%的股權，借殼上市，並易名為茂盛控股。原劉根山希望把其於內地的高速公路資產逐步注入，惟因不合符香港交易所上市條例，令注資受阻。
2003年2月，周大福企業及曾文豪各佔一半股權的公司斥資4019萬元，把亞細安資源除伊利莎伯大廈商場外的之資產私有化，該部份資產包括香港日航酒店47.7%股權及香港JW萬豪酒店24.8%股權等會被轉至新成立的Besteam，而周大福企業及曾文豪會以每股0.1216元收購Besteam，令亞細安只餘下銅鑼灣伊利莎伯大廈商場權益。
集團在2003年10月以6.6億港元、換股等方式和記黃埔（後改由長江實業集團有限公司）購入位於青衣的藍澄灣酒店第二座，成功引入和記黃埔成為第二大股東，而酒店命名為盛逸酒店，正式開展酒店業務。而集團原擁有香港伊利莎伯大廈商場物業，則於2005年6月出售予永倫集團，作價14.8億港元。
2007年，劉根山出售集團所有股權予倫志炎，並進行架構重組，繼續經營酒店投資及營運業務。
2025年2月，茂盛控股以7.65億港元向香港機場管理局出售青衣永倫800酒店，並以3.6億向永倫集團收購宏景花園商場及車位。
現時，集團於百慕達註冊，而主席兼執行董事為倫志炎。

## 外部連結
- 茂盛控股 （页面存档备份，存于）